# Grafengehaig
Grafengehaig est une commune de Bavière (Allemagne), située dans l'arrondissement de Kulmbach, dans le district de Haute-Franconie.